# Stadsliknande samhällen i Minsks voblast
Stadsliknande samhällen i Minsks voblasć i Republiken Vitryssland har kriterier för ortskategorierna bestämda i enlighet med Republiken Vitrysslands lag (den 5 maj 1998 № 154-Z) ”Om administrativa och territoriella uppdelningen och om ordningen för att lösa frågor om den administrativa och territoriella anordningen i Republiken Vitryssland”.
Stadsliknande samhällen är indelade i följande underkategorier:
- köpingar (гарадскія пасёлкі eller haradskija pasiolki (belarusiska); också förut мястэчкі eller miastečki (belarusiska)) – orter med folkmängd mera än 2 000 invånare som har industriella och kommunala företag, sociala och kulturella institutioner, handelsföretag, matserveringar, hushållstjänster;
- kurorter (курортныя пасёлкі eller kurortnyja pasiolki (belarusiska)) – orter med folkmängd på minst 2 000 invånare som har hälsohem, semesterhem, pensionat, övriga rekreationsinstitutioner, handelssföretag, matserveringar och hushållstjänster, kultur- och utbildningsinstitutioner;
- municipalsamhällen (рабочыя пасёлкі eller rabočyja pasiolki (belarusiska)) – orter med folkmängd på minst 500 invånare som är placerad vid industriella anläggningar, kraftverk, byggnadsarbeten, järnvägsstationer och övriga mål.

## Karta över stadsliknande samhällen i Minsks voblasć
Stadsliknande samhällen med folkmängd:
|  |  | – 5 000 och mera        |
|  |  | – från 2 000 till 4 999 |
|  |  | – från 1 000 till 1 999 |
|  |  | – 999 och mindre        |

Den gröna färgen indicerar stadsliknande samhällen med ökande folkmängd, och den röda med minskande folkmängd.

## Antal stadsliknande samhällen och folkmängd
Den 14 oktober 2009 (folkräkning) fanns det i Minsks voblasć 19 stadsliknande samhällen, däribland 16 köpingar, 1 kurort och 2 municipalsamhällen:
| Folkmängd             | Antal | Antal i procent | Personer | Personer i procent |
| --------------------- | ----- | --------------- | -------- | ------------------ |
| 5 000 och mera        | 4     | 21,05 %         | 24 505   | 38,17 %            |
| från 2 000 till 4 999 | 9     | 47,37 %         | 32 610   | 50,79 %            |
| från 1 000 till 1 999 | 5     | 26,32 %         | 6 108    | 9,51 %             |
| 999 och mindre        | 1     | 5,26 %          | 982      | 1,53 %             |
| Summa                 | 19    | 100,00 %        | 64 205   | 100,00 %           |

Den 1 januari 2016 fanns det bara 18 stadsliknande samhällen, däribland 15 köpingar, 1 kurort och 2 municipalsamhällen.

## Lista över stadsliknande samhällen i Minsks voblasć
Latinska namnen på listan är skrivna i enlighet med de officiella nationella och internationella translitterationsreglerna.

| Nr | Vapen | Namn (latinskt)   | Namn (kyrilliskt) | Status             | Distrikt (rajon)     | Folkmängd (folkräkning, 2009) | Folkmängd (beräkning, 2016) | Förändring |
| -- | ----- | ----------------- | ----------------- | ------------------ | -------------------- | ----------------------------- | --------------------------- | ---------- |
| 1  |       | Mačuliščy         | Мачулішчы         | köping             | Minsks distrikt      | 7 378                         | 8 315                       | +12,70 %   |
| 2  |       | Starobin          | Старобін          | köping             | Salihorsks distrikt  | 5 568                         | 6 055                       | +8,75 %    |
| 3  |       | Plieščanicy       | Плешчаніцы        | köping             | Lahojsks distrikt    | 6 041                         | 5 835                       | −3,41 %    |
| 4  |       | Radaškovičy       | Радашковічы       | köping             | Maladziečna distrikt | 5 518                         | 5 789                       | +4,91 %    |
| 5  |       | Smilavičy         | Смілавічы         | köping             | Červieńs distrikt    | 4 654                         | 5 212                       | +11,99 %   |
| 6  |       | Ivianiec          | Івянец            | köping             | Valožyns distrikt    | 4 320                         | 4 178                       | −3,29 %    |
| 7  |       | Svislač           | Свіслач           | köping             | Puchavičy distrikt   | 3 920                         | 3 921                       | +0,03 %    |
| 8  |       | Čyrvonaja Slabada | Чырвоная Слабада  | köping             | Salihorsks distrikt  | 4 304                         | 3 909                       | −9,18 %    |
| 9  |       | Haradzieja        | Гарадзея          | köping             | Niasvižs distrikt    | 4 099                         | 3 802                       | −7,25 %    |
| 10 |       | Narač             | Нарач             | kurort             | Miadziels distrikt   | 2 931                         | 3 481                       | +18,76 %   |
| 11 |       | Urečča            | Урэчча            | köping             | Liubańs distrikt     | 3 168                         | 2 959                       | −6,60 %    |
| 12 |       | Rudziensk         | Рудзенск          | köping             | Puchavičy distrikt   | 2 806                         | 2 725                       | −2,89 %    |
| 13 |       | Praŭdzinski       | Праўдзінскі       | municipalsamhälle  | Puchavičy distrikt   | 2 408                         | 2 288                       | −4,98 %    |
| 14 |       | Chalopieničy      | Халопенічы        | köping             | Krupki distrikt      | 1 495                         | 1 385                       | −7,36 %    |
| 15 |       | Kryvičy           | Крывічы           | köping             | Miadziels distrikt   | 1 298                         | 1 232                       | −5,08 %    |
| 16 |       | Zialiony Bor      | Зялёны Бор        | municipalsamhälle  | Smaliavičy distrikt  | 1 142                         | 1 116                       | −2,28 %    |
| 17 |       | Bobr              | Бобр              | köping             | Krupki distrikt      | 1 118                         | 957                         | −14,40 %   |
| 18 |       | Svir              | Свір              | köping             | Miadziels distrikt   | 1 055                         | 909                         | −13,84 %   |
| −  |       | Nieharelaje       | Негарэлае         | köping (till 2010) | Dziaržynsks distrikt | 982                           |                             |            |

## Bildgalleri

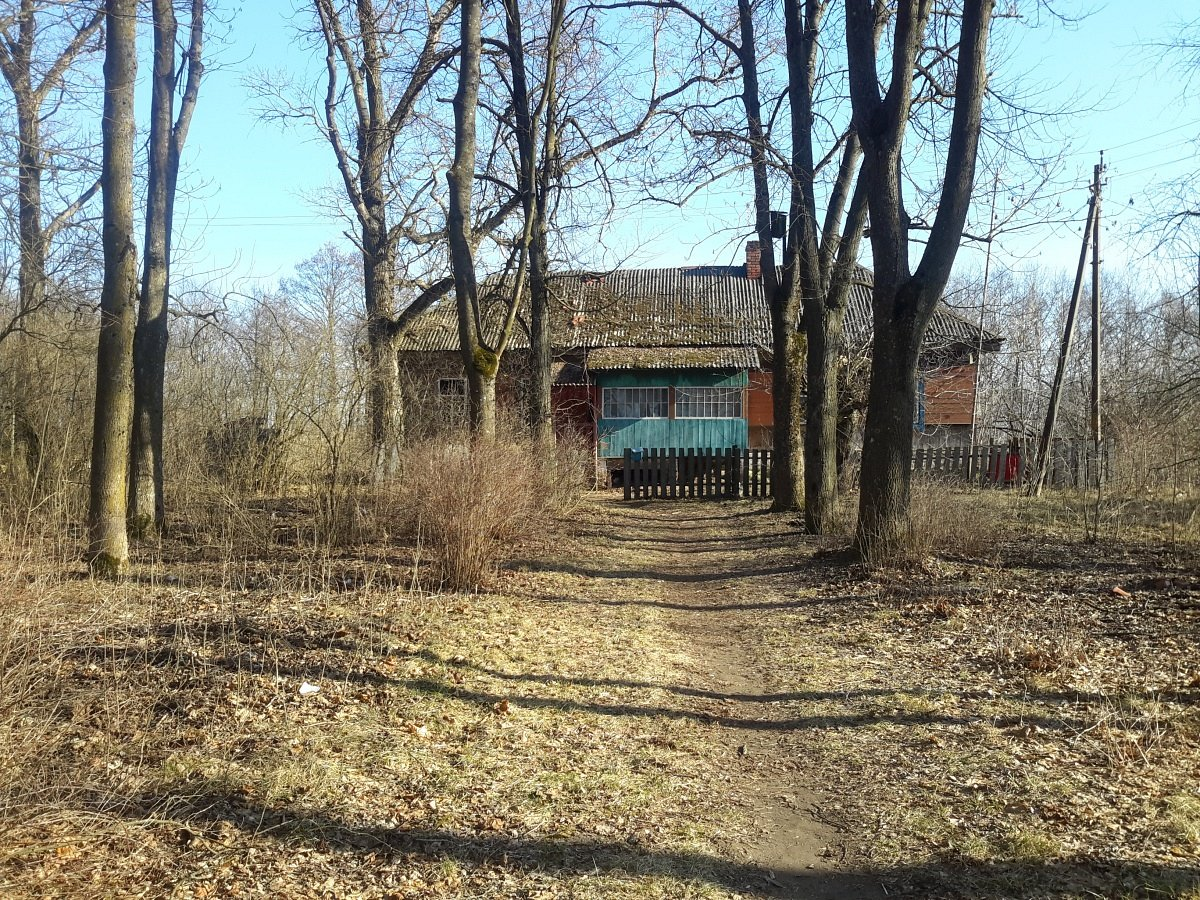
Bobr
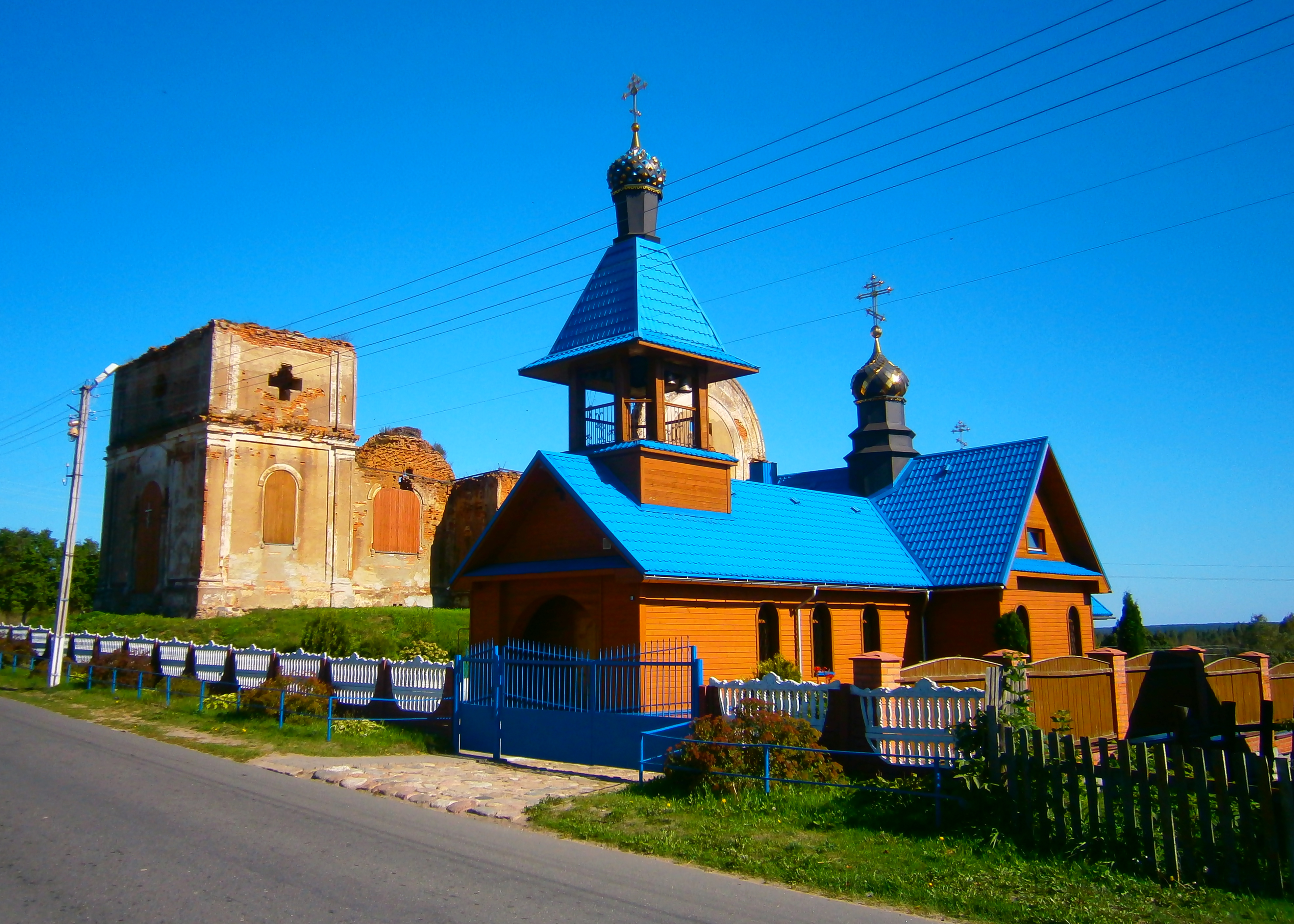
Chalopieničy
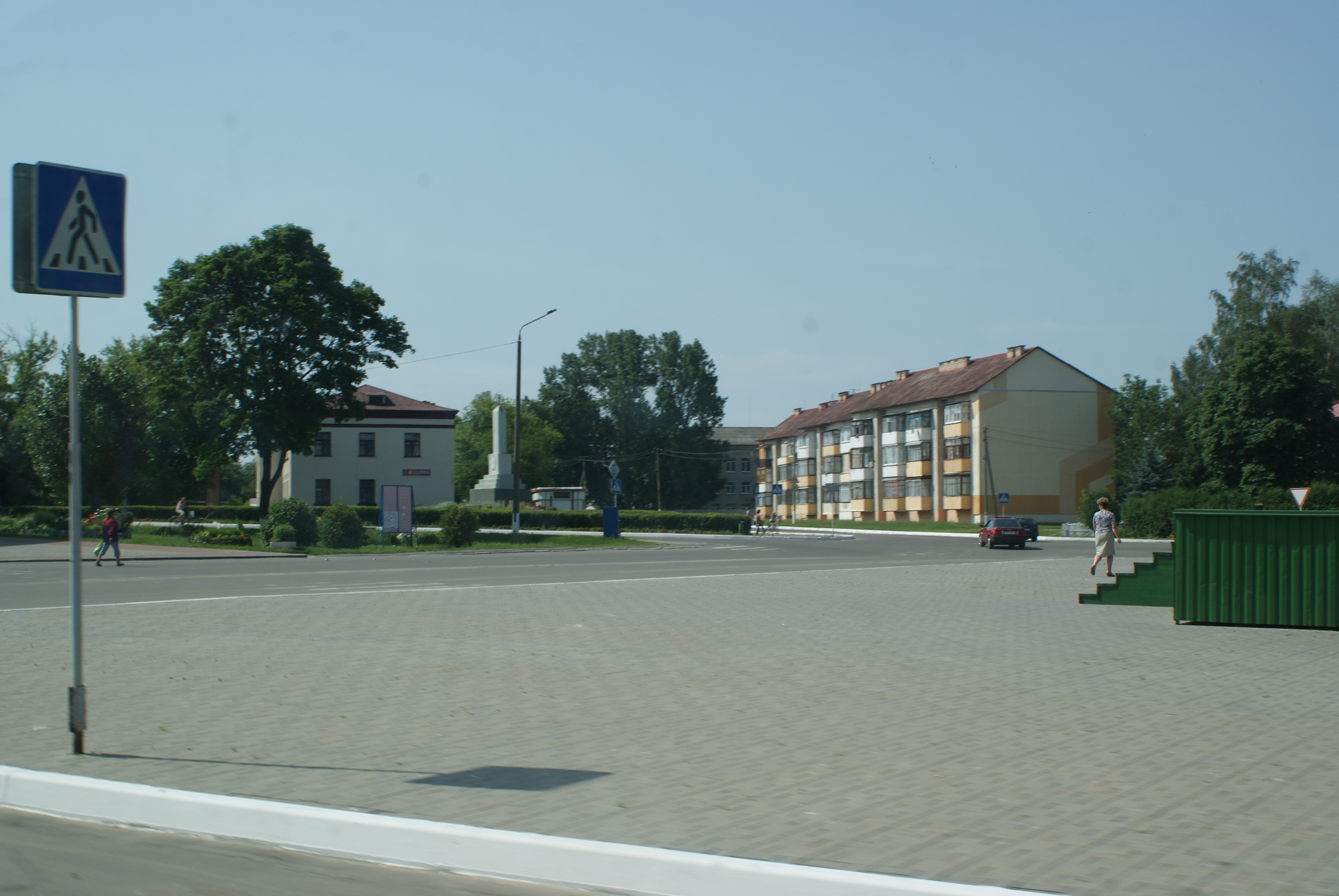
Čyrvonaja Slabada
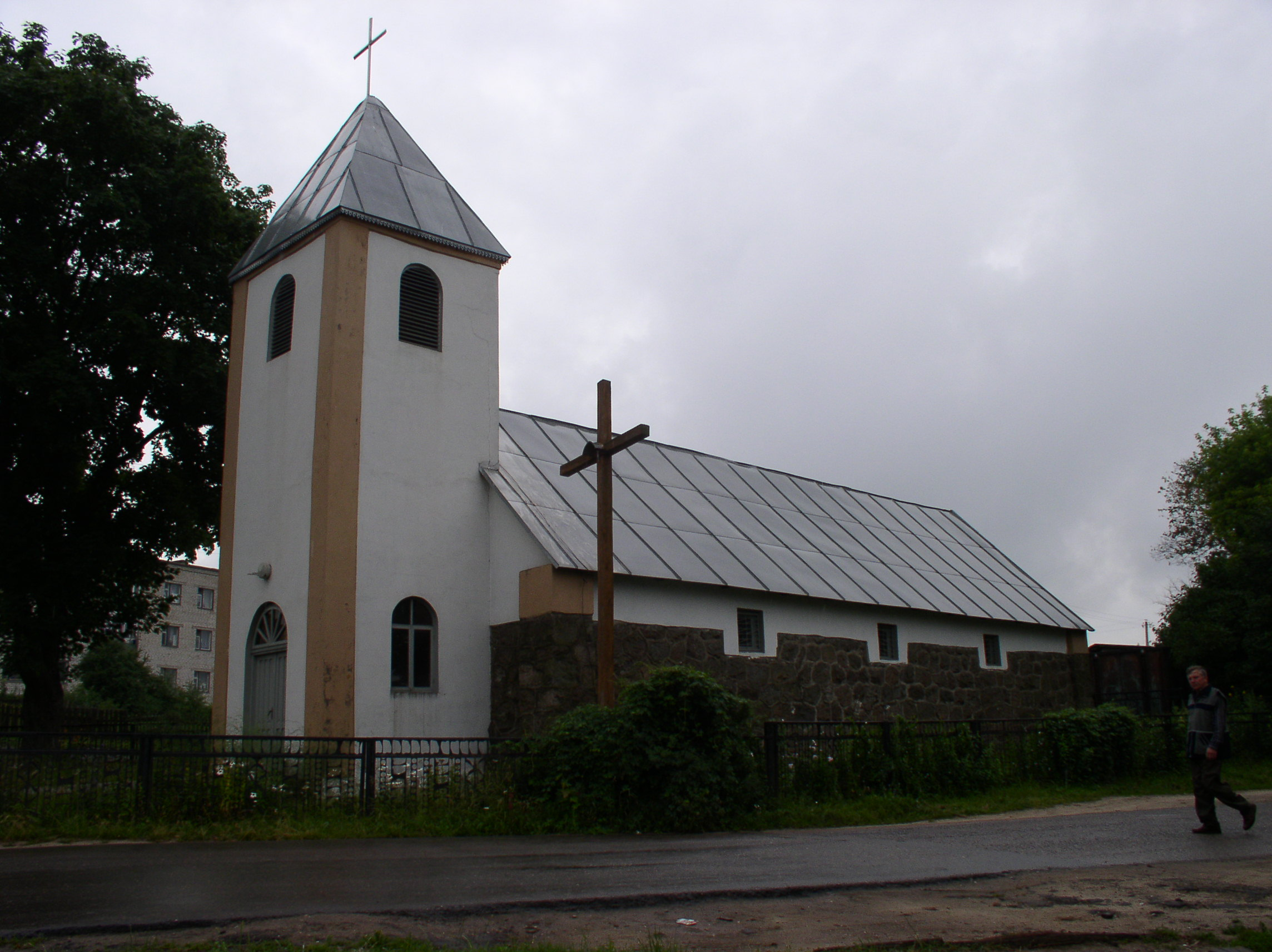
Haradzieja
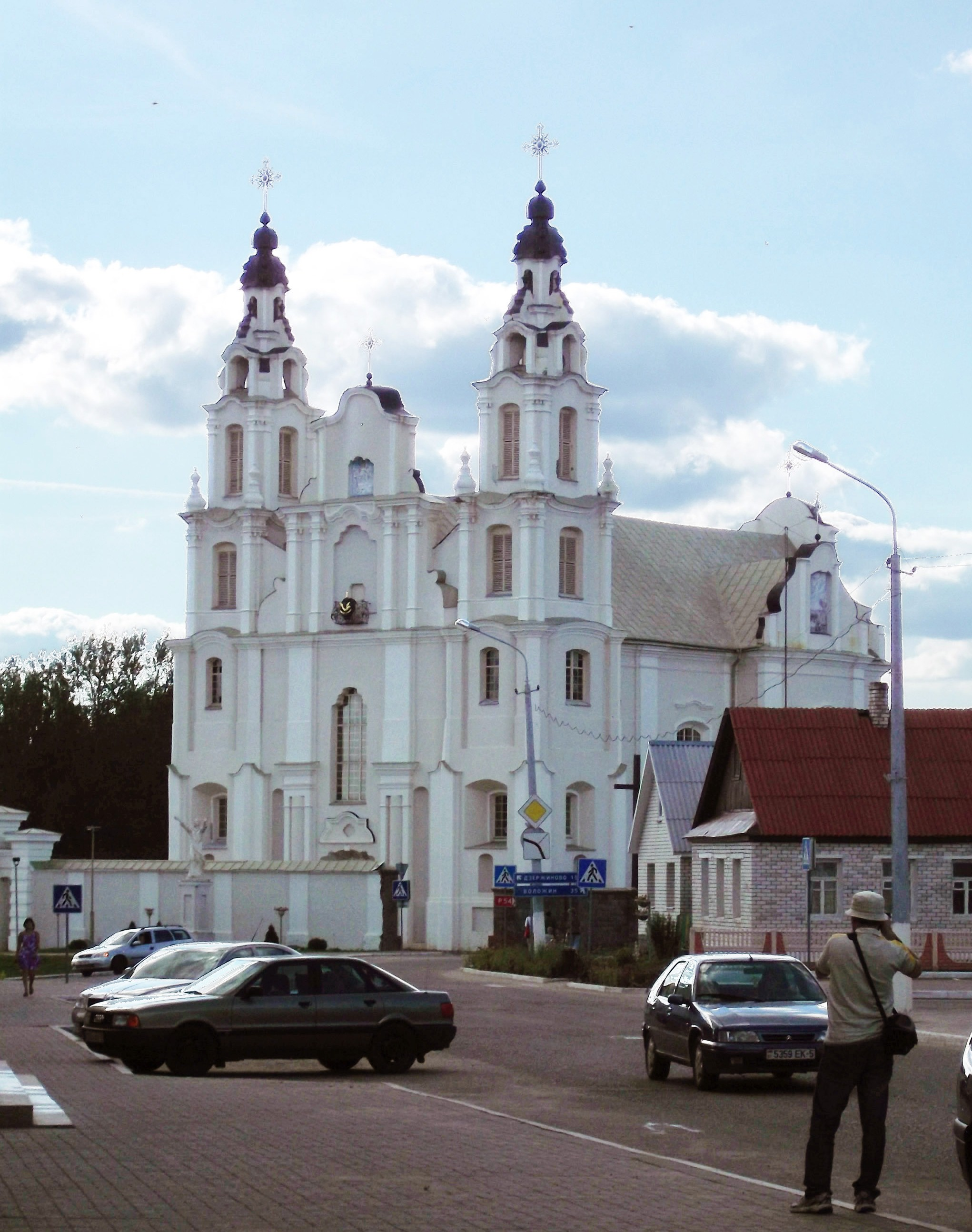
Ivianiec
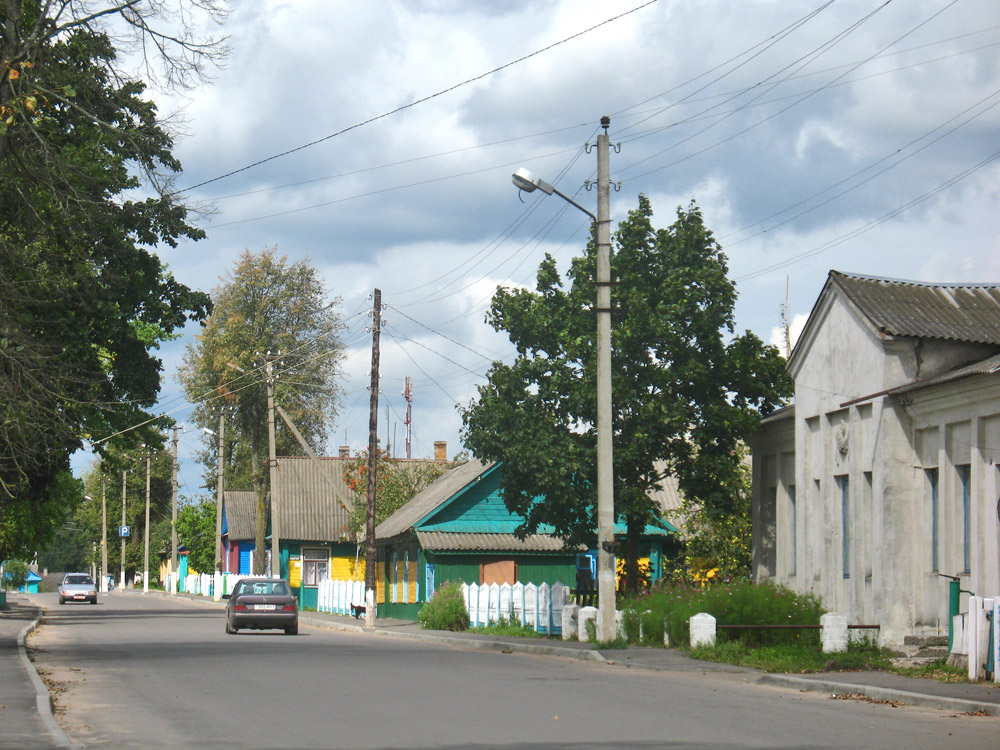
Kryvičy
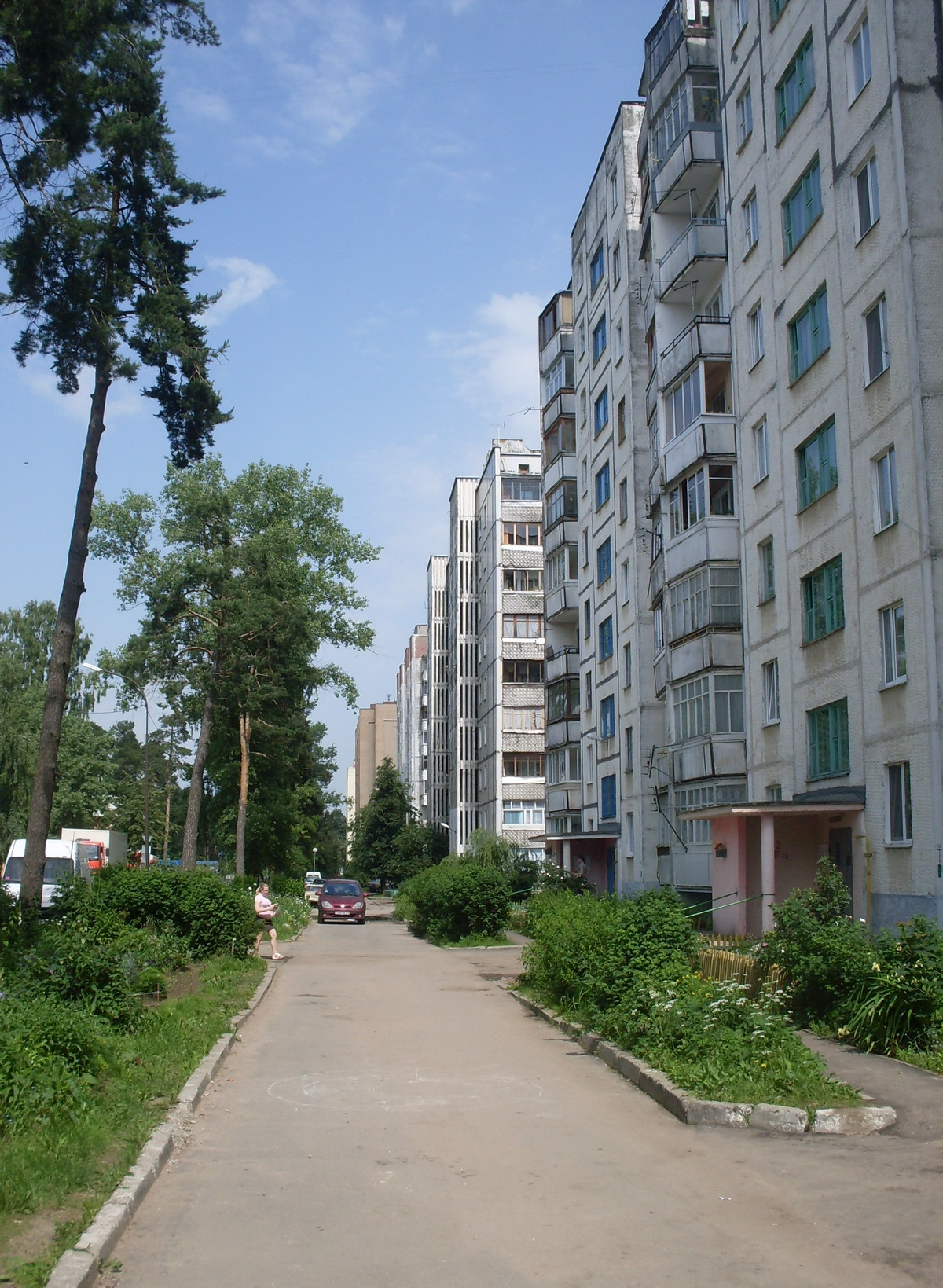
Mačuliščy
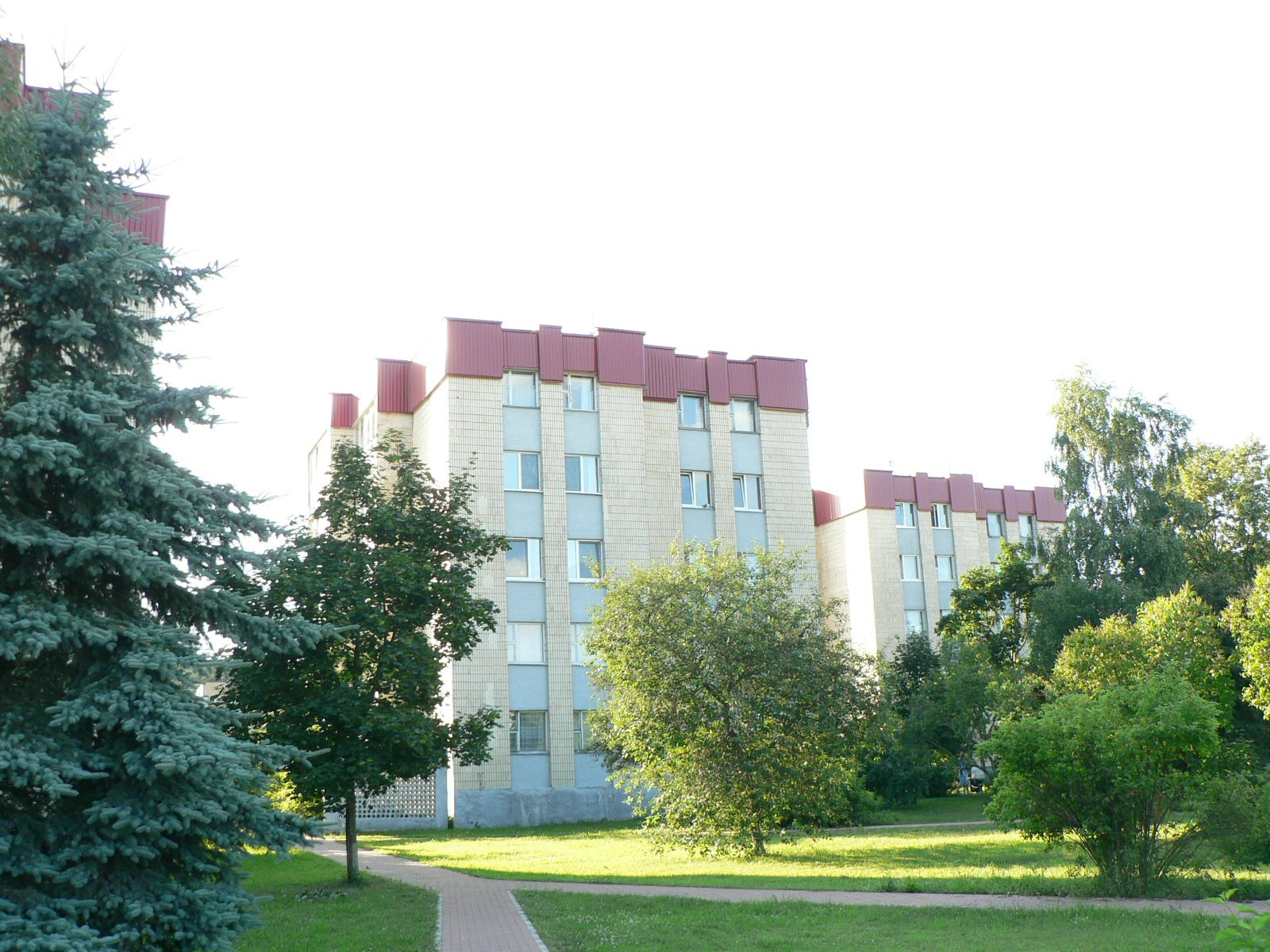
Narač
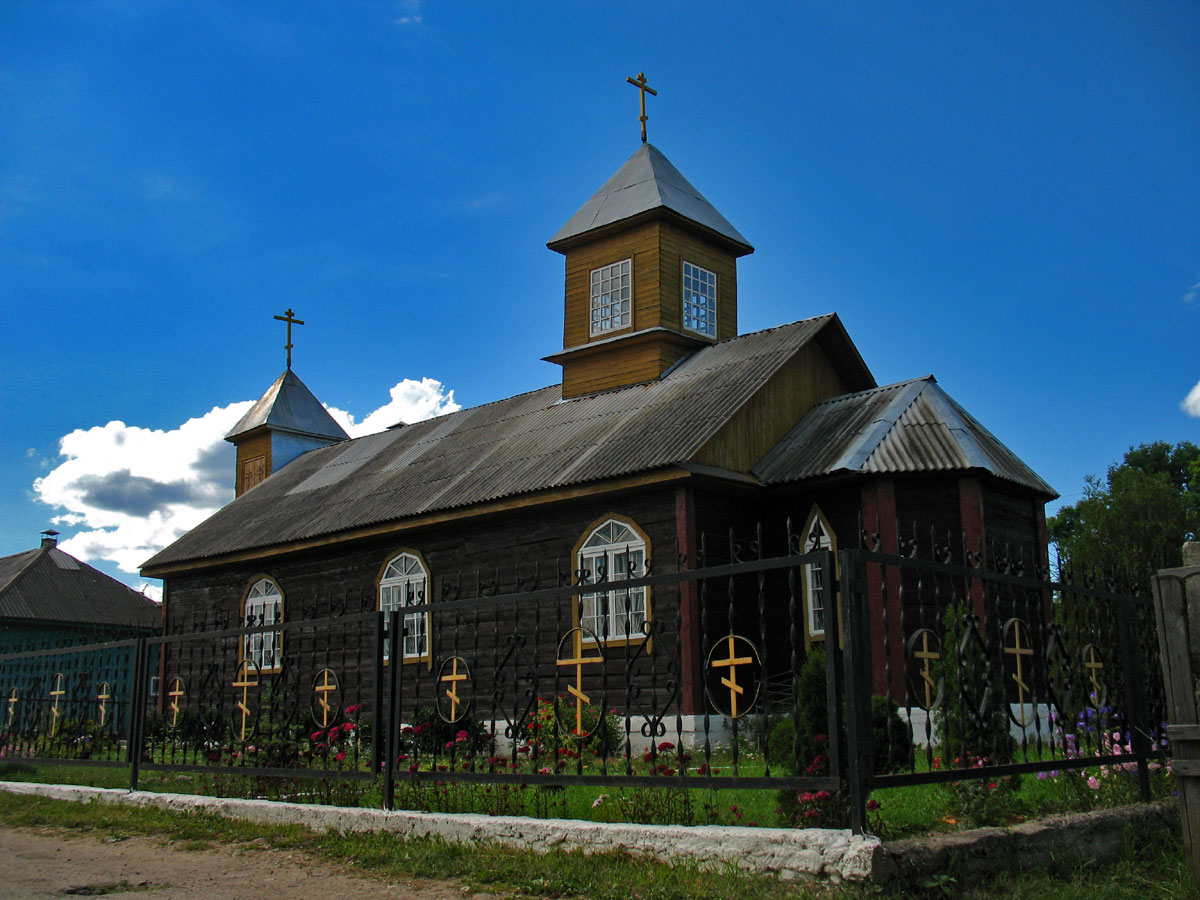
Plieščanicy
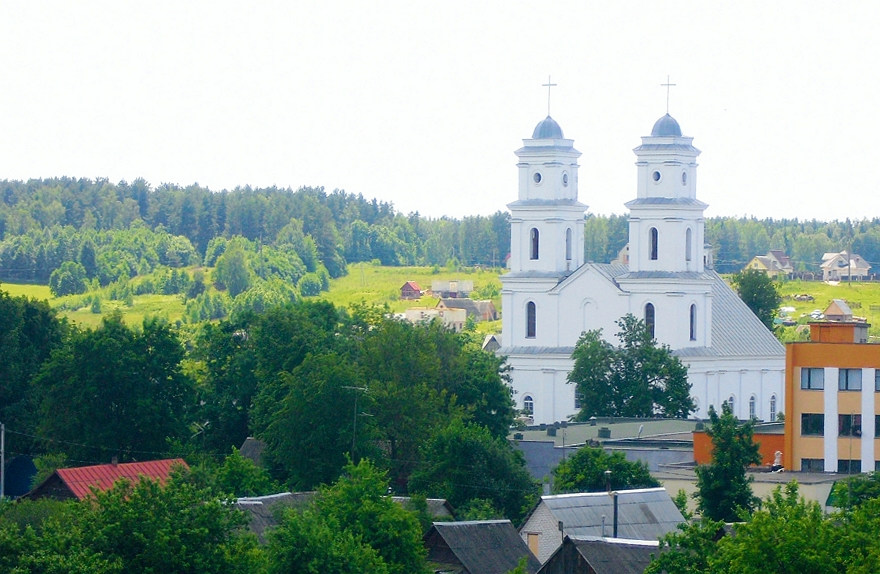
Radaškovičy
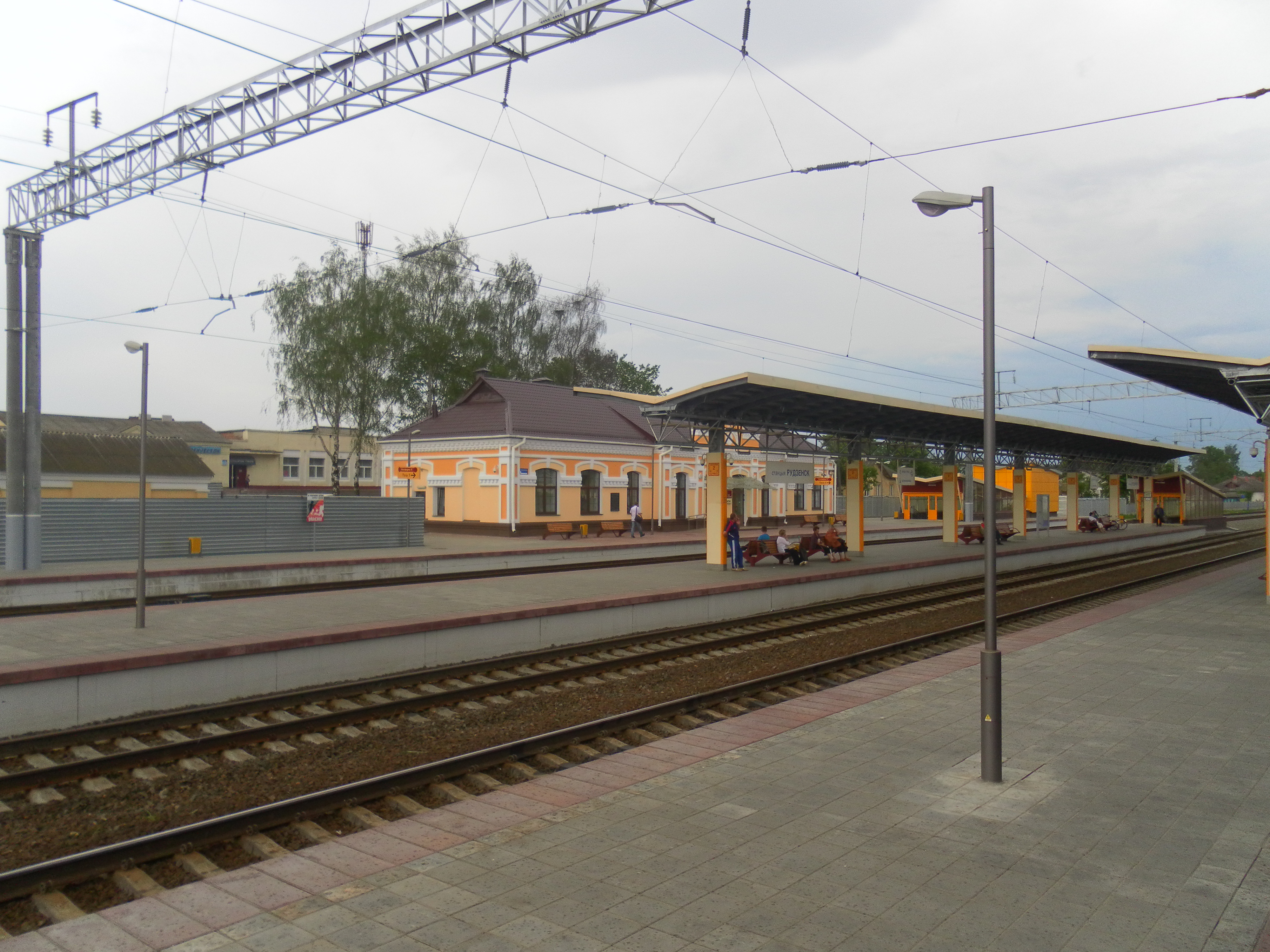
Rudziensk
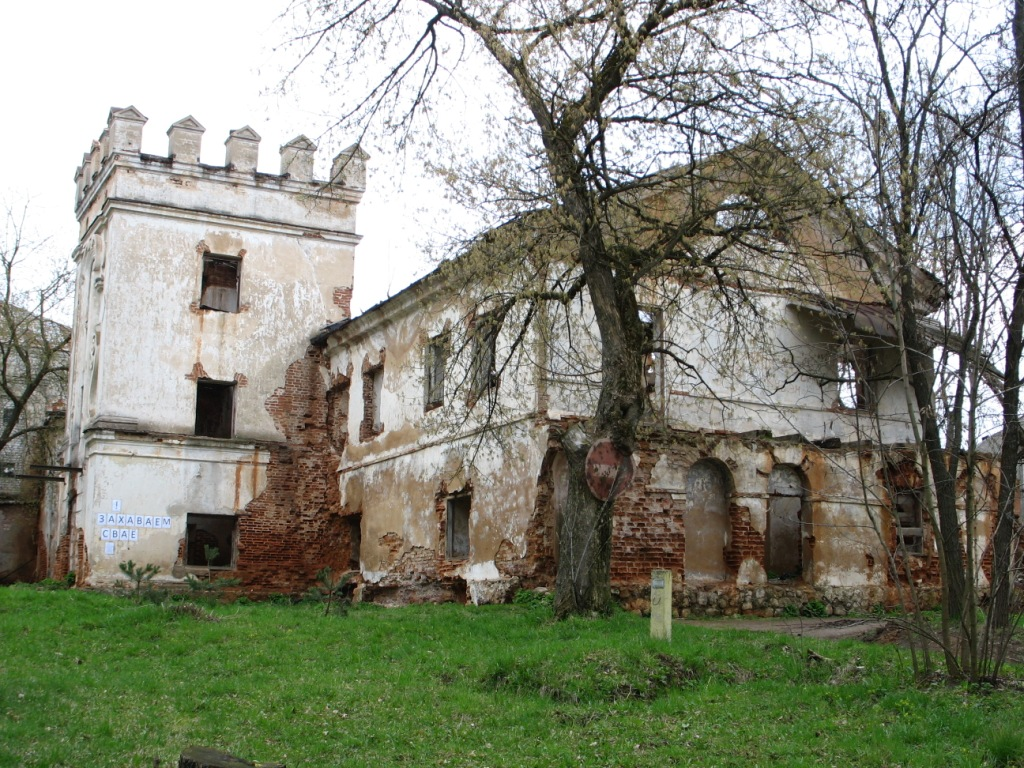
Smilavičy
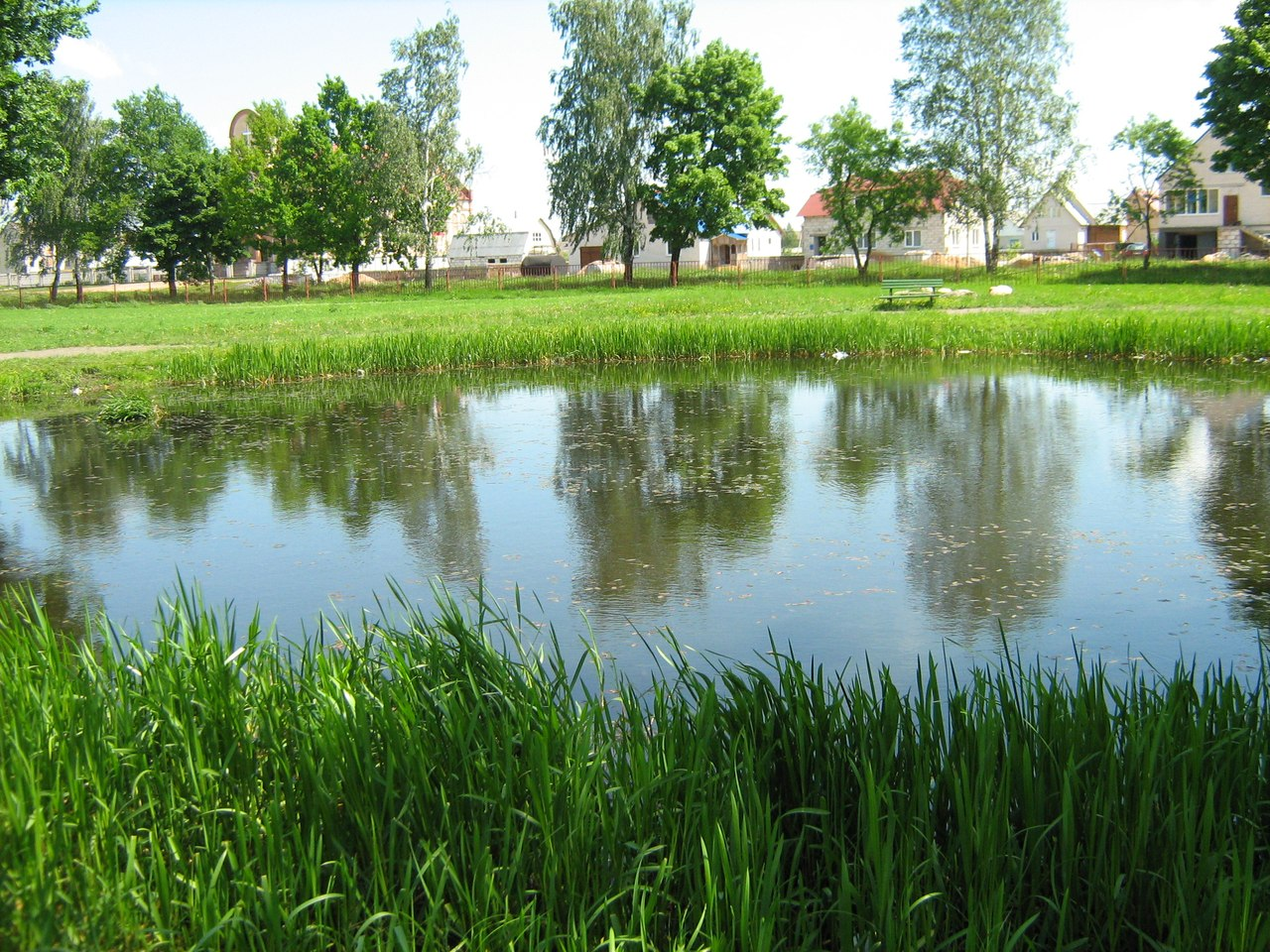
Starobin
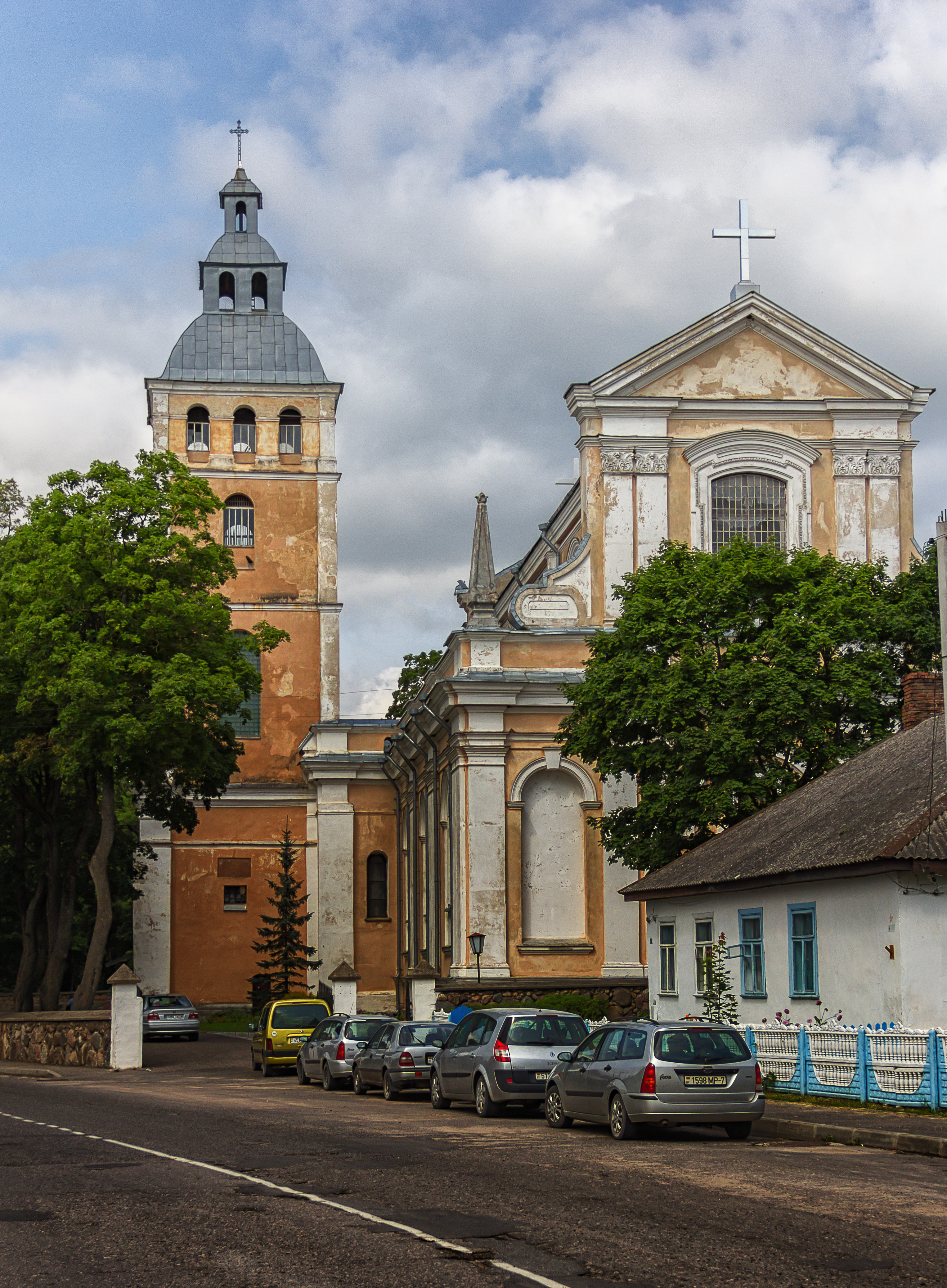
Svir